# Torre de Pablo III
La Torre de Pablo III (en italiano: Torre di Paolo III) era una característica villa fortificada construida en 1540 por el papa Pablo III, esta torre se elevaba sobre la colina Capitolina en Roma.
El edificio fue construido en el siglo XVI por el arquitecto Jacopo Meleghino por orden del Papa Pablo III y demolido en 1886 como parte de las obras de construcción del Vittoriano. Su nombre oficial era Palazzo di Aracoeli, pero también era conocido como Rocca Paolina y Torre Paolina. 

## Historia
La torre tomó su nombre del Papa Pablo III, quien encargó su construcción poco después de su propia elección, para subrayar la importancia del poder papal sobre la ciudad. Fue anexado al Convento Franciscano de Aracoeli (cuyas estructuras también fueron demolidas casi en su totalidad ) y se levantó al pie de la Basílica de Ara Coeli, en el lado norte de la colina que da a Via del Corso.
Fue utilizada como residencia de verano de los Papas, pero también como residencia de los Cardenales por decisión de Julio III, finalmente Sixto V la asignó definitivamente a los franciscanos de Ara Coeli.
En 1886 fue uno de los primeros edificios en ser demolido para la construcción del Monumento a Víctor Manuel II. La torre dominaba el extremo norte de Via del Corso, justo encima del Palazzetto di San Marco (al que estaba conectada por un corredor), y ocupaba aproximadamente la misma posición que la actual estatua ecuestre del rey. En aquel momento, la demolición de la torre y de las estructuras históricas adyacentes provocó una amarga polémica entre numerosos estudiosos e intelectuales, incluso fuera de Italia.